# کورگز
کورگز، گز شاهی، شورگز، باهوگز (نام علمی: Tamarix aphylla) نام یک گونه از سرده گز است.